# مجلس بلدي (فلسطين)
المجلس البلدي في دولة فلسطين، هيَ وحدة إدارية من الحكم المحلي مُشابهة للمدينة. أُنشأت وتقرر العمل بِها بعد إنشاء وزارة الحكم المحلي الفلسطينية في عام 1994، ويتم تعيين جميع الهيئات المحلية من قبل وزارة الحكم المحلي، كما يتم انتخاب رؤساء وأعضاء الهيئات المحلية من قبل سُكان المنطقة. تُقسم الهيئات المحلية إلى أربعة قطاعات تبعًا لعدد السكان وأهميتها بالنسبة للمحافظات.

## أنواع الهيئات المحلية

### مجلس بلدي
- الهيئة المحلية أ (مدينة) - الهيئات المحلية الرئيسية أو عواصم المحافظات، وهناك حوالي 14 مجلس بلدي من هذا النوع. تُعتبر هذه الهيئات مُدنًا، ويتكون المجلس المحلي من رئيس البلدية المُنتخب و13 عُضوًا بالإضافة إلى رئيس.
- الهيئة المحلية ب (مدينة أو بلدة) - هذه الهيئات المحلية تحتوي على تعداد سكان أكثر من 8000 نسمة أو كان لها وجود مُطول كمجلس محلي تحت الإدارة الإسرائيلية. هُناك حوالي 41 مجلس بلدي من هذا النوع، ويتكون المجلس المحلي من 13 عُضوًا بالإضافة إلى رئيس.
- الهيئة المحلية ج (بلدة) - هذه الهيئات المحلية تحتوي على تعداد سكان بين 4000 إلى 8000 نسمة. هُناك حوالي 47 مجلس بلدي من هذا النوع، ويتكون المجلس المحلي من 11 عُضوًا.

### مجلس قروي
- الهيئة المحلية د (قرية) - هذه الهيئات المحلية تحتوي على تعداد سكان أكثر من 1000 نسمة. هُناك حوالي 220 مجلس قروي من هذا النوع، ويتكون المجلس المحلي من 9 أعضاء.